# JBoss Seam
JBoss Seam (ursprünglich Seam-Framework) ist ursprünglich (bis Version 2) ein von JBoss entwickeltes Webframework für Java EE, welches das Zusammenspiel zwischen der Business-Logik und der Präsentation vereinfacht. Die Business-Logik läuft dabei in der Regel in einem  EJB-3.0-Container, während die Präsentationsschicht mit JavaServer Faces (JSF) realisiert wird. Es ist jedoch auch möglich, POJOs anstelle der EJBs zu verwenden.
Durch den Einsatz von Annotations und die Registrierung aller Komponenten im Seam-Kontext ist es möglich, einerseits auf die umfangreichen XML-Konfigurationsdateien zu verzichten und anderseits die EJB-Komponenten direkt in der Präsentation zu referenzieren. Motiviert ist dieses Vorgehen durch das Prinzip, sich bei der Programmierung und der Konfiguration möglichst wenig wiederholen zu müssen (vgl. Don’t repeat yourself). JBoss Seam 2 erlaubt durch die Reduktion der Konfigurationsdateien eine schnelle Entwicklung von Webapplikationen unter Verwendung der skalierbaren und standardisierten Java-EE-Architektur.

## Seam 3
Die Entwicklung von Seam 3 wurde von Red Hat eingestellt, viele Projekte aus dem Seam Projekt wurden in das Projekt Apache DeltaSpike übernommen.